# Безан, Джеймс
Джеймс Беза́н (англ. James Bezan, родился 19 мая 1965) — канадский политик украинского происхождения; в настоящее время депутат Палаты общин Канады, представляющий манитобский округ Селкерк — Интерлейк с 2004 под знамёнами Консервативной партии Канады, и теневой министр обороны.
Безан возражает против монопольного положения Канадской зерновой комиссии и выступает за чисто добровольное членство в ней. Он выступает также против федерального реестра огнестрельного оружия и однополого брака.

## Биография
Джеймс Безан родился 19 мая 1965 года в Манитобе. Учился в Олдс колледже в Альберте, где специализировался на технологии животноводства в рамках программы сельского хозяйства.
Впервые в Палату общин Безан был избран в 2004 году. На выборах 2006 года он был переизбран, победив бывшего премьер-министра Манитобы и 22-го генерал-губернатора Канады Эдварда Шрейера.

## Награды
- Орден князя Ярослава Мудрого IV степени (4 сентября 2023 года, Украина) — за весомый личный вклад в укрепление межгосударственного сотрудничества, поддержку государственного суверенитета и территориальной целостности Украины, популяризацию Украинского государства в мире[5]
- Орден князя Ярослава Мудрого V степени (19 ноября 2008 года, Украина) — за весомый личный вклад в донесение до мирового сообщества правды о геноциде украинского народа во время Голодомора 1932—1933 годов, активное участие в проведении Международной акции чествования памяти жертв Голодомора 1932—1933 годов «Неугасимая свеча»[6]